# Rok Grudina
Rok Grudina (* 24. Dezember 1994 in Postojna) ist ein slowenischer Fußballspieler.

## Karriere
Grudina begann seine Karriere beim ND Gorica. Zur Saison 2013/14 wechselte er zum Drittligisten NK Brda Dobrovo. In drei Spielzeiten kam er zu 70 Drittligaeinsätzen, in denen er 18 Tore erzielte. Mit Brda stieg er 2016 in die 2. SNL auf. Nach dem Aufstieg kehrte er zur Saison 2016/17 zum Erstligisten Gorica zurück. Dort debütierte er im Juli 2016 gegen den NK Radomlje in der 1. SNL. In seiner ersten Erstligaspielzeit kam der Mittelfeldspieler zu 27 Einsätzen, in denen er ein Tor erzielte. In der Saison 2017/18 absolvierte er 29 Partien. In der Saison 2018/19 kam er zu 28 Einsätzen, nach verlorener Relegation stieg er mit Gorica zu Saisonende aus der 1. SNL ab. In der 2. SNL kam er daraufhin in der Saison 2019/20 bis zum COVID-bedingten Saisonabbruch zu 16 Einsätzen, mit Gorica gewann er diesmal die Aufstiegsrelegation und konnte somit direkt wieder in die höchste Spielklasse aufsteigen. In der 1. SNL absolvierte er 2020/21 25 Partien, zu Saisonende folgte jedoch der direkte Wiederabstieg als Tabellenletzter mit seinem Verein.
Daraufhin schloss Grudina sich zur Saison 2021/22 dem vormaligen Ligakonkurrenten FC Koper an. Für Koper kam er bis zur Winterpause elfmal zum Einsatz. Im Januar 2022 wechselte er zum österreichischen Regionalligisten SV Stripfing. Für Stripfing kam er zu 13 Einsätzen in der Regionalliga. Nach einem halben Jahr in Österreich wechselte Grudina zur Saison 2022/23 zum italienischen Viertligisten ASD Torviscosa.